# Muricea pusilla
Muricea pusilla är en korallart som först beskrevs av Nutting 1909.  Muricea pusilla ingår i släktet Muricea och familjen Plexauridae. Inga underarter finns listade i Catalogue of Life.